# Pennagaram
Pennagaram es una ciudad y nagar Panchayat situada en el distrito de Dharmapuri en el estado de Tamil Nadu (India). Su población es de 17480 habitantes (2011). Se encuentra a 31 km de Dharmapuri y a 65 km de Salem.

## Demografía
Según el censo de 2011 la población de Pennagaram era de 17480 habitantes, de los cuales 8980 eran hombres y 8500 eran mujeres. Pennagaram tiene una tasa media de alfabetización del 73,72%, inferior a la media estatal del 80,09%: la alfabetización masculina es del 80,66%, y la alfabetización femenina del 66,46%.